# La Puisaye
Pour les articles homonymes, voir Puisaye.
La Puisaye est une commune française située dans le département d'Eure-et-Loir, en région Centre-Val de Loire.

## Géographie

### Situation

Situation géographique
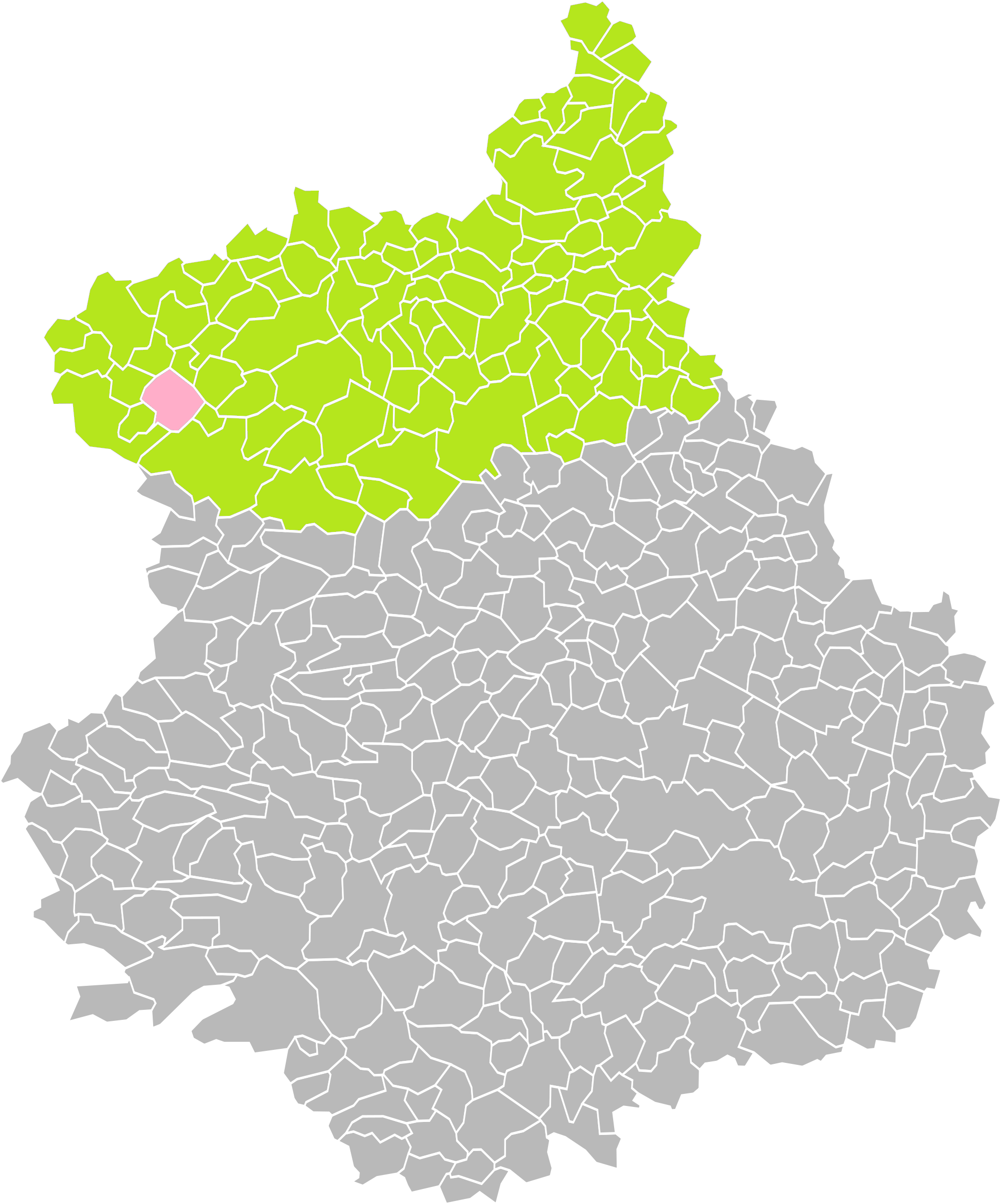
La Puisaye dans son arrondissement.
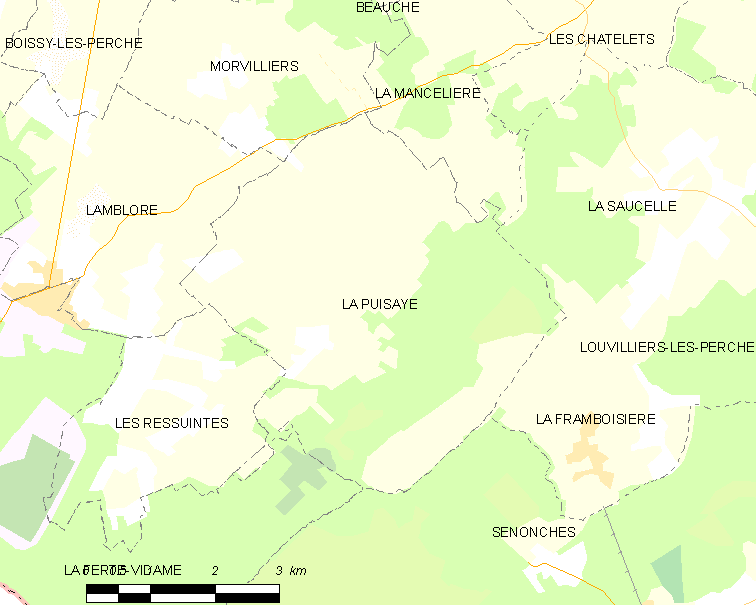
Carte de la commune de La Puisaye.

### Communes limitrophes
| Morvilliers                    |            | La Mancelière   |
| Lamblore                       | La Puisaye | La Saucelle     |
| Les Ressuintes La Ferté-Vidame | Senonches  | La Framboisière |

### Hydrographie
La commune est traversée par la Meuvette, affluent en rive droite de l'Avre, sous-affluent du fleuve la Seine par l'Eure.

La Meuvette à la Puisaye
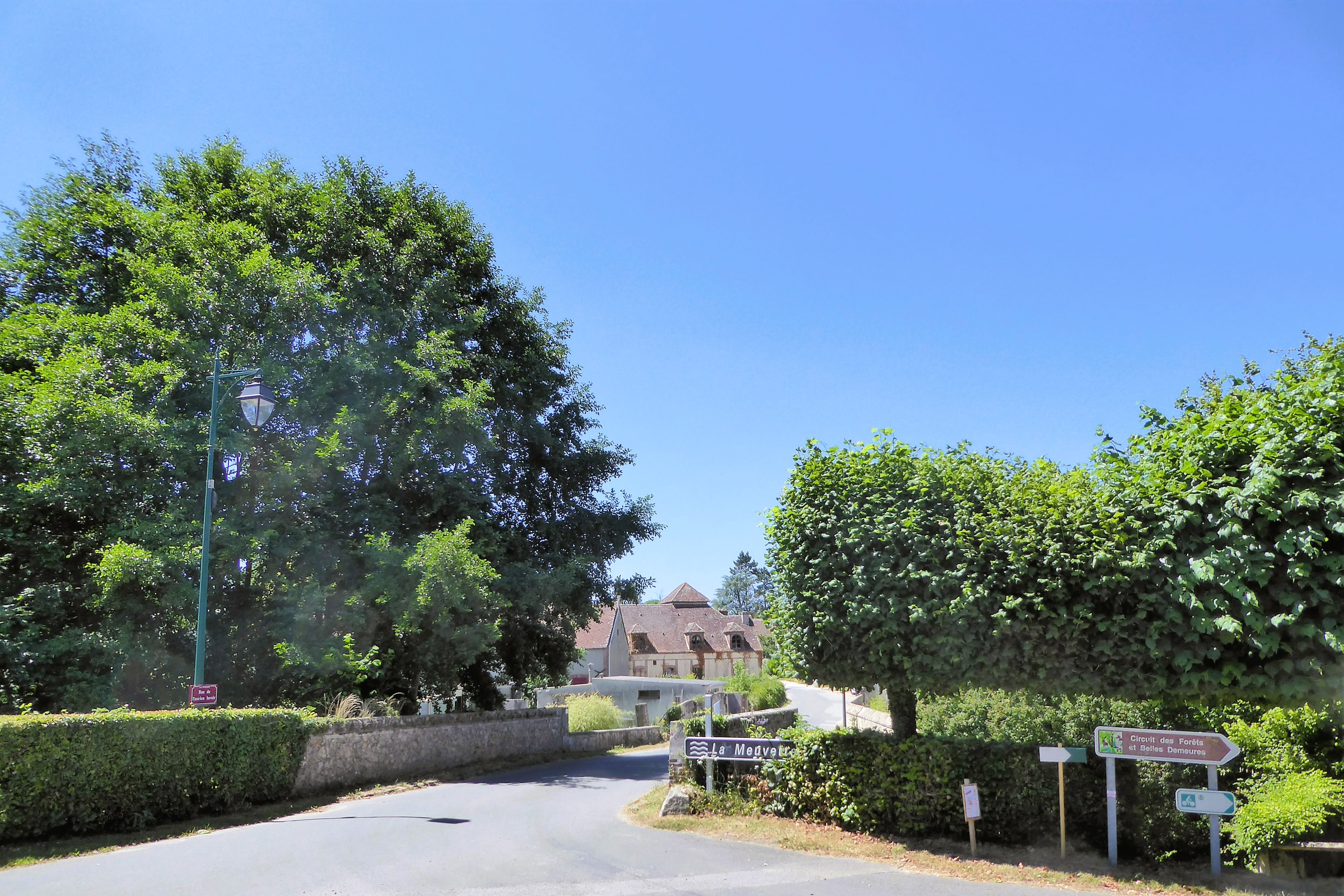
Rue de l'ancien lavoir.
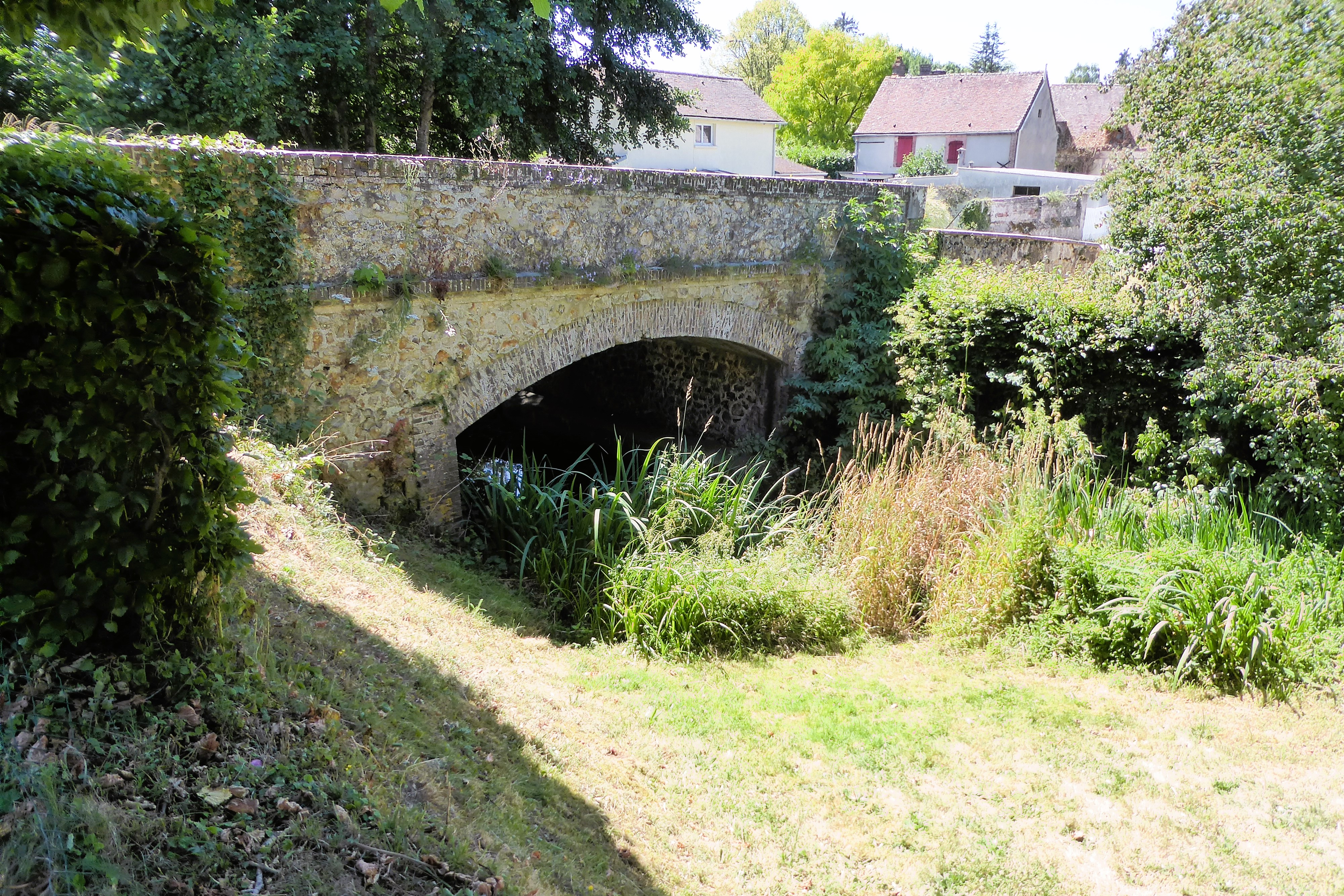
Le pont sur la Meuvette en juillet 2022.

### Climat
Pour des articles plus généraux, voir Climat du Centre-Val de Loire et Climat d'Eure-et-Loir.
En 2010, le climat de la commune est de type climat océanique dégradé des plaines du Centre et du Nord, selon une étude du CNRS s'appuyant sur une série de données couvrant la période 1971-2000. En 2020, Météo-France publie une typologie des climats de la France métropolitaine dans laquelle la commune est exposée à un climat océanique altéré et est dans une zone de transition entre les régions climatiques « Sud-ouest du bassin Parisien » et « Normandie (Cotentin, Orne) ». 
Pour la période 1971-2000, la température annuelle moyenne est de 9,9 °C, avec une amplitude thermique annuelle de 14,7 °C. Le cumul annuel moyen de précipitations est de 708 mm, avec 11,8 jours de précipitations en janvier et 8 jours en juillet. Pour la période 1991-2020, la température moyenne annuelle observée sur la station météorologique de Météo-France la plus proche, sur la commune de Senonches à 8 km à vol d'oiseau, est de 10,7 °C et le cumul annuel moyen de précipitations est de 817,0 mm,. Pour l'avenir, les paramètres climatiques de la commune estimés pour 2050 selon différents scénarios d'émission de gaz à effet de serre sont consultables sur un site dédié publié par Météo-France en novembre 2022.

## Urbanisme

### Typologie
Au 1er janvier 2024, La Puisaye est catégorisée commune rurale à habitat dispersé, selon la nouvelle grille communale de densité à 7 niveaux définie par l'Insee en 2022.
Elle est située hors unité urbaine et hors attraction des villes,.

### Occupation des sols
L'occupation des sols de la commune, telle qu'elle ressort de la base de données européenne d’occupation biophysique des sols Corine Land Cover (CLC), est marquée par l'importance des territoires agricoles (65,8 % en 2018), une proportion identique à celle de 1990 (65,8 %). La répartition détaillée en 2018 est la suivante :
terres arables (63,2 %), forêts (34,2 %), prairies (2,6 %). L'évolution de l’occupation des sols de la commune et de ses infrastructures peut être observée sur les différentes représentations cartographiques du territoire : la carte de Cassini (XVIIIe siècle), la carte d'état-major (1820-1866) et les cartes ou photos aériennes de l'IGN pour la période actuelle (1950 à aujourd'hui).

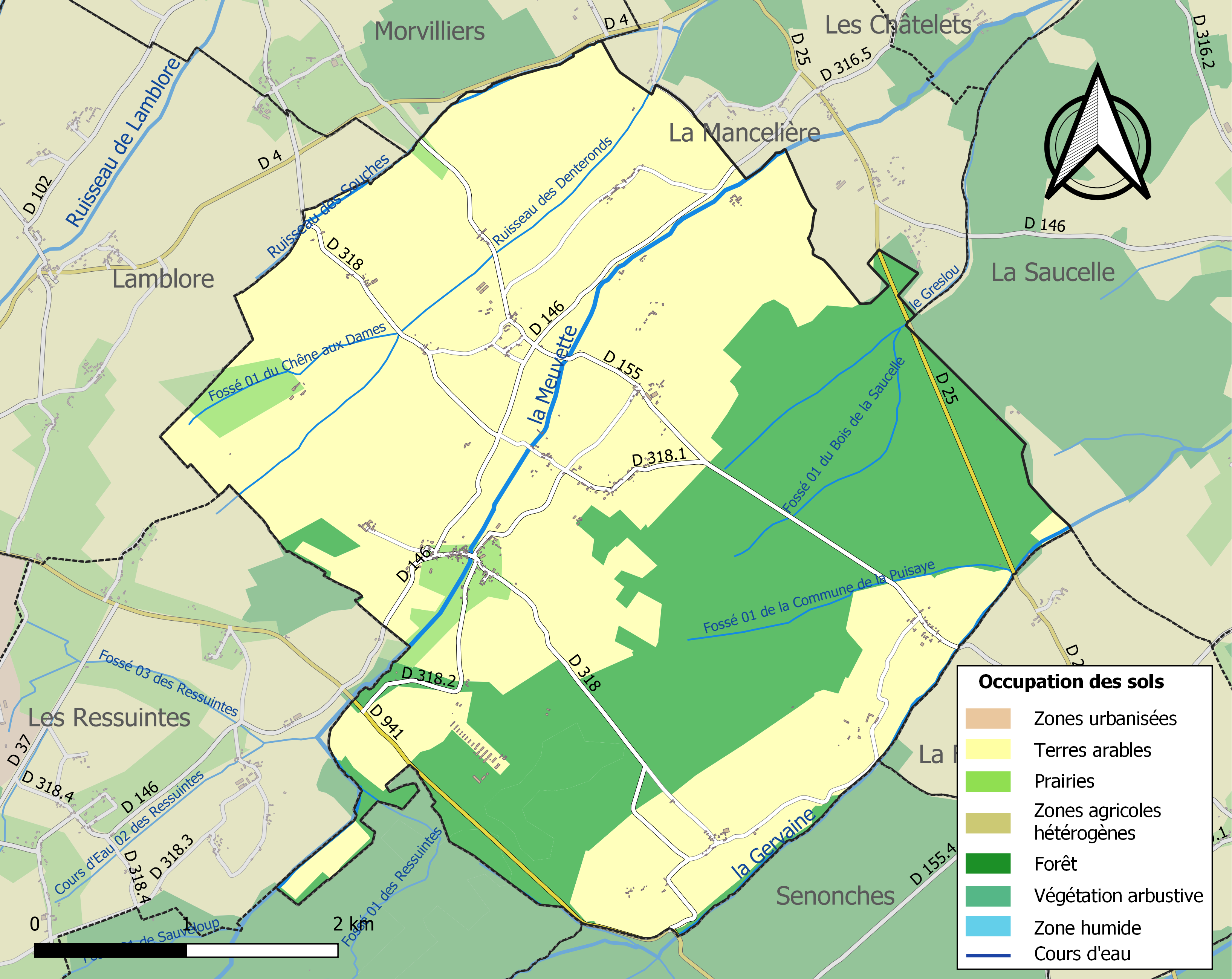
Carte des infrastructures et de l'occupation des sols de la commune en 2018 (CLC).

### Risques majeurs
Le territoire de la commune de La Puisaye est vulnérable à différents aléas naturels : météorologiques (tempête, orage, neige, grand froid, canicule ou sécheresse), inondations, mouvements de terrains et séisme (sismicité très faible). Il est également exposé à un risque technologique, le transport de matières dangereuses. Un site publié par le BRGM permet d'évaluer simplement et rapidement les risques d'un bien localisé soit par son adresse soit par le numéro de sa parcelle.

#### Risques naturels
Certaines parties du territoire communal sont susceptibles d’être affectées par le risque d’inondation par débordement de cours d'eau et par ruissellement et coulée de boue, notamment la Gervaine et le Meuvette. La commune a été reconnue en état de catastrophe naturelle au titre des dommages causés par les inondations et coulées de boue survenues en 1995, 1999 et 2018,.

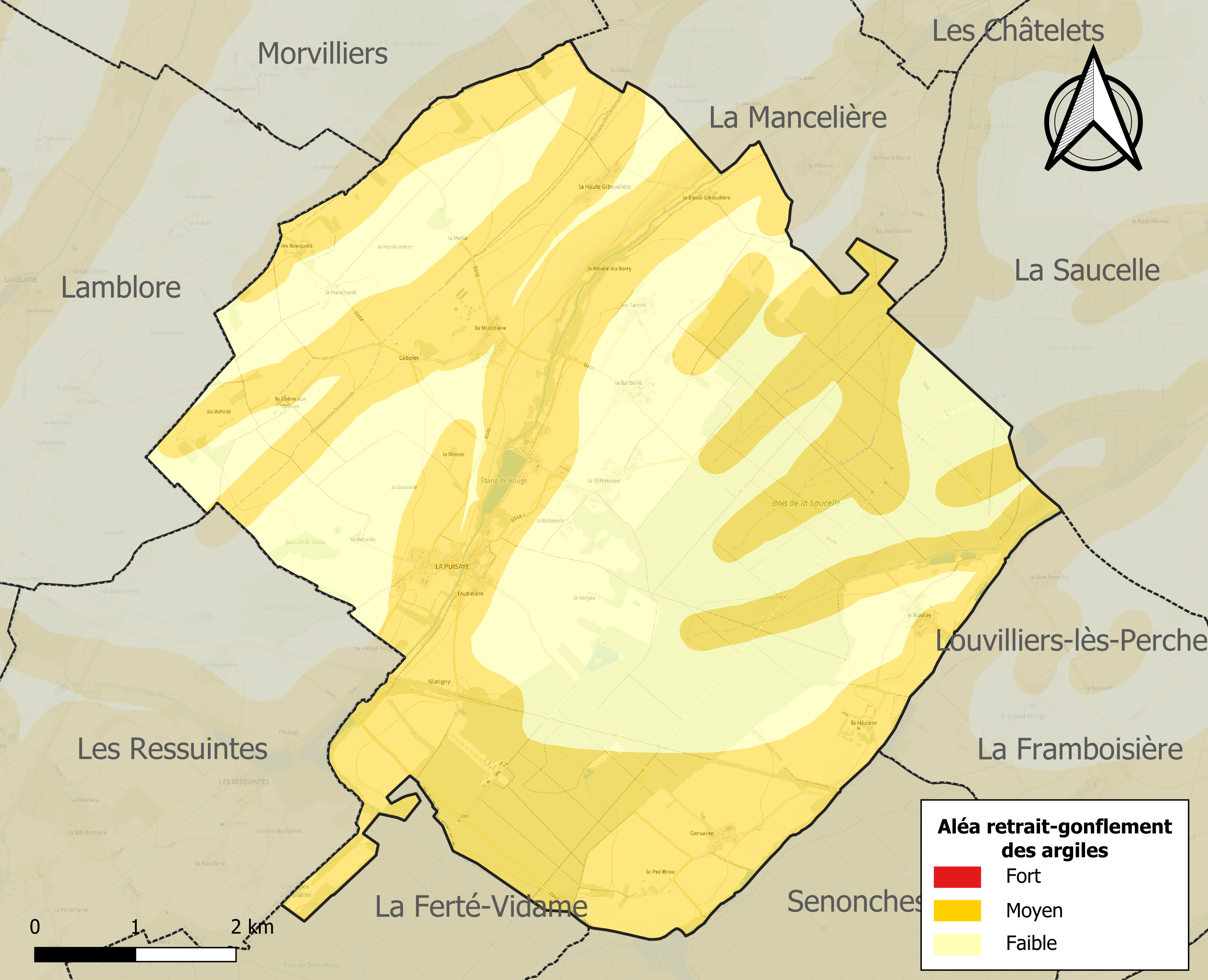
Carte des zones d'aléa retrait-gonflement des sols argileux de La Puisaye.

Les mouvements de terrains susceptibles de se produire sur la commune sont des affaissements et effondrements liés aux cavités souterraines. L'inventaire national des cavités souterraines permet de localiser celles situées sur la commune.
Le retrait-gonflement des sols argileux est susceptible d'engendrer des dommages importants aux bâtiments en cas d’alternance de périodes de sécheresse et de pluie. 57,7 % de la superficie communale est en aléa moyen ou fort (52,8 % au niveau départemental et 48,5 % au niveau national). Sur les 182 bâtiments dénombrés sur la commune en 2019, 125 sont en aléa moyen ou fort, soit 69 %, à comparer aux 70 % au niveau départemental et 54 % au niveau national. Une cartographie de l'exposition du territoire national au retrait gonflement des sols argileux est disponible sur le site du BRGM,.
Concernant les mouvements de terrains, la commune a été reconnue en état de catastrophe naturelle au titre des dommages causés par la sécheresse en 2020 et par des mouvements de terrain en 1999.

#### Risques technologiques
Le risque de transport de matières dangereuses sur la commune est lié à sa traversée par des infrastructures routières ou ferroviaires importantes ou la présence d'une canalisation de transport d'hydrocarbures. Un accident se produisant sur de telles infrastructures est en effet susceptible d’avoir des effets graves au bâti ou aux personnes jusqu’à 350 m, selon la nature du matériau transporté. Des dispositions d’urbanisme peuvent être préconisées en conséquence.

## Toponymie
Le nom de la localité est attesté sous la forme latinisée Puteosa villa en 1225.
Il s'agit apparemment d'un dérivé du substantif puits (anciennement puis). Cependant la forme ancienne en -osa renvoie au suffixe -eux, comme dans Pouzioux (Vienne, Pouzeos XIVe siècle). En réalité, le suffixe doit être le suffixe collectif d'origine latine et gauloise -atum ou d'origine gauloise -acum comme dans Le Puiset-Doré (Maine-et-Loire, Puziatum, Puziacum 1052 - 1082), sauf qu'il est ici au féminin.
D'où le sens global d'« ensemble de puits », par extension « de marais », « de zones humides ». Son sens s’est ensuite étendu au « trou creusé pour atteindre une nappe d’eau souterraine ».

## Politique et administration

### Liste des maires
| Période                                  | Période  | Identité           | Étiquette | Qualité              |
| ---------------------------------------- | -------- | ------------------ | --------- | -------------------- |
| Les données manquantes sont à compléter. |          |                    |           |                      |
| 1989                                     | 2020     | Roger His          | DVD       | Agriculteur retraité |
| 2020                                     | En cours | Philippe Debatisse |           |                      |

## Population et société

### Démographie
L'évolution du nombre d'habitants est connue à travers les recensements de la population effectués dans la commune depuis 1793. Pour les communes de moins de 10 000 habitants, une enquête de recensement portant sur toute la population est réalisée tous les cinq ans, les populations de référence des années intermédiaires étant quant à elles estimées par interpolation ou extrapolation. Pour la commune, le premier recensement exhaustif entrant dans le cadre du nouveau dispositif a été réalisé en 2008.

En 2022, la commune comptait 247 habitants, en évolution de −13,94 % par rapport à 2016 (Eure-et-Loir : −0,23 %, France hors Mayotte : +2,11 %).
| 1793 | 1800 | 1806 | 1821 | 1831 | 1836 | 1841 | 1846 | 1851 |
| ---- | ---- | ---- | ---- | ---- | ---- | ---- | ---- | ---- |
| 708  | 770  | 761  | 718  | 728  | 707  | 667  | 643  | 601  |

| 1856 | 1861 | 1866 | 1872 | 1876 | 1881 | 1886 | 1891 | 1896 |
| ---- | ---- | ---- | ---- | ---- | ---- | ---- | ---- | ---- |
| 584  | 583  | 560  | 543  | 512  | 453  | 424  | 435  | 437  |

| 1901 | 1906 | 1911 | 1921 | 1926 | 1931 | 1936 | 1946 | 1954 |
| ---- | ---- | ---- | ---- | ---- | ---- | ---- | ---- | ---- |
| 405  | 391  | 357  | 366  | 414  | 346  | 305  | 373  | 343  |

| 1962 | 1968 | 1975 | 1982 | 1990 | 1999 | 2006 | 2008 | 2013 |
| ---- | ---- | ---- | ---- | ---- | ---- | ---- | ---- | ---- |
| 390  | 308  | 259  | 259  | 208  | 225  | 244  | 250  | 281  |

| 2018 | 2022 | - | - | - | - | - | - | - |
| ---- | ---- | - | - | - | - | - | - | - |
| 270  | 247  | - | - | - | - | - | - | - |

## Économie
- Pisciculture du Moulin de Rouge[25]

## Culture locale et patrimoine

### Lieux et monuments

#### L'église Saint-Jean-Baptiste

##### Historique
- XIe siècle : une charte de 1086 indique qu'Isnar du Perche fait don de l'église de La Puisaye aux religieux de l'abbaye Saint-Père de Chartres. On trouve également trois documents confirmant cet assujettissement : un privilège accordé par l'évêque de Chartres Geoffroy de Lèves, un second accordé par le pape Honorius II, et une charte de l'évêque de Chartres Renaud de Bar ; datant respectivement du 27 novembre 1126, du 8 mars 1127 et enfin de septembre 1215.

L'édifice originel serait donc antérieur à cette époque.
- XVe – XVIe siècles : comme beaucoup d'édifices du Perche, d'importantes restaurations ont été entreprises entre le XVe siècle et le XVIe siècle. On agrandit alors l'église vers l'Est en construisant un chœur plus élevé que la nef. Cette extrémité se termine par une abside à trois pans rectilignes. Les baies romanes de la nef furent murées la porte latérale côté sud et les baies en plein cintre soulignées par des pierres de grison.
- XVIIIe siècle : sous le chœur se trouvait un caveau dans lequel étaient inhumés les membres de la famille seigneuriale de La Puisaye. À la suite des événements révolutionnaires de 1793, une dizaine de cercueils en plomb furent extraits du caveau pour être convertis en munitions. À l'extérieur, une corniche en quart de rond couronne le tour de l'abside. On peut encore y distinguer les traces d'une litre funéraire.
- XIXe siècle : les grandes baies du chœur sont agrandies et des vestiges de pierres blanches taillées laissent supposer qu'un réseau et des meneaux furent supprimés.

En novembre 1854, le clocher originellement situé au centre de l'édifice étant en très mauvais état menace la structure de l'église. Le conseil municipal décide de le déplacer vers la façade ouest, à l'appui du pignon au-dessus du porche. La base du clocher est de base carrée mais la partie surplombant le toit est de forme octogonale et composée de briques. Elle est percée de lucarnes et de persiennes. Une flèche octogonale en ardoise couronne la tour du clocher.
On supprime également les poteaux soutenant l'ancien clocher devenus inutiles, on élargit les fenêtres et on reprend les lambris de la nef. La sacristie, très exiguë à l'origine, fut entièrement détruite à la suite de l'abaissement du sol de l'église. Elle est reconstruite côté nord, à l'appui du mur du chœur, grâce aux matériaux résultant des démolitions successives. À la suite de tous ces changements, on dut alors renouveler l'ensemble du mobilier de l'église.
- XXIe siècle : en 2000, on engage de gros travaux extérieurs : charpente, toiture et enduit extérieur.

Entre 2016 et 2018, les travaux intérieurs sont entrepris : traitement du salpêtre, réfection des enduits à la chaux intérieurs, remplacement des menuiseries telles que le plancher.

##### Patrimoine
L'église abrite en particulier deux anciennes pierres tombales remarquables, classées monument historique en 1908 :
- La plus ancienne est celle d'Abraham du Hamel, seigneur d'Harou et de la Ridollière, écuyer sieur d'Haron, mort en 1623[26] ;
- La seconde concerne damoiselle Marie de Blondel, morte en 1625, dont la dalle est datée de 1631[27].

L'église Saint-Jean-Baptiste
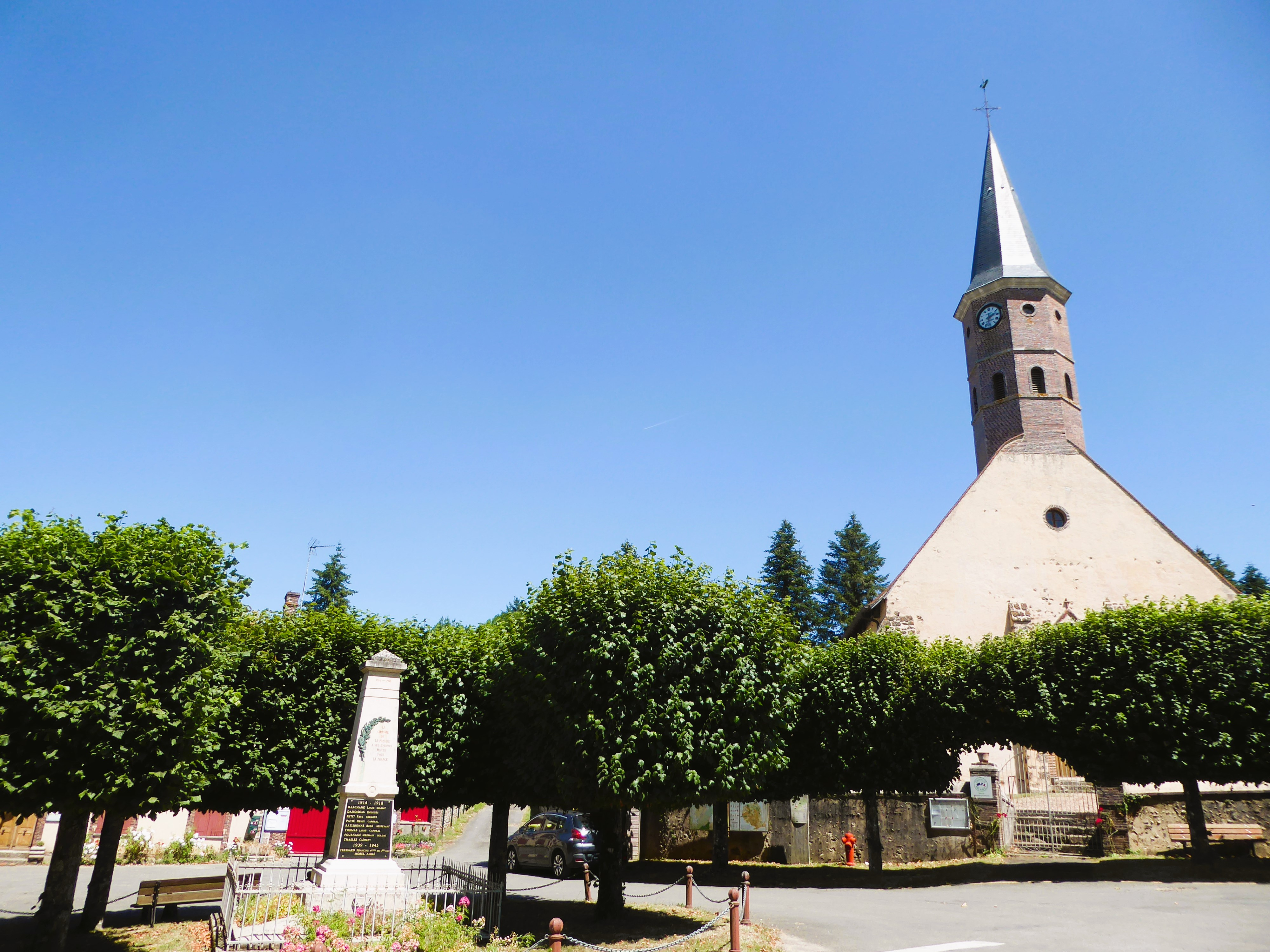
Monument aux morts et église.
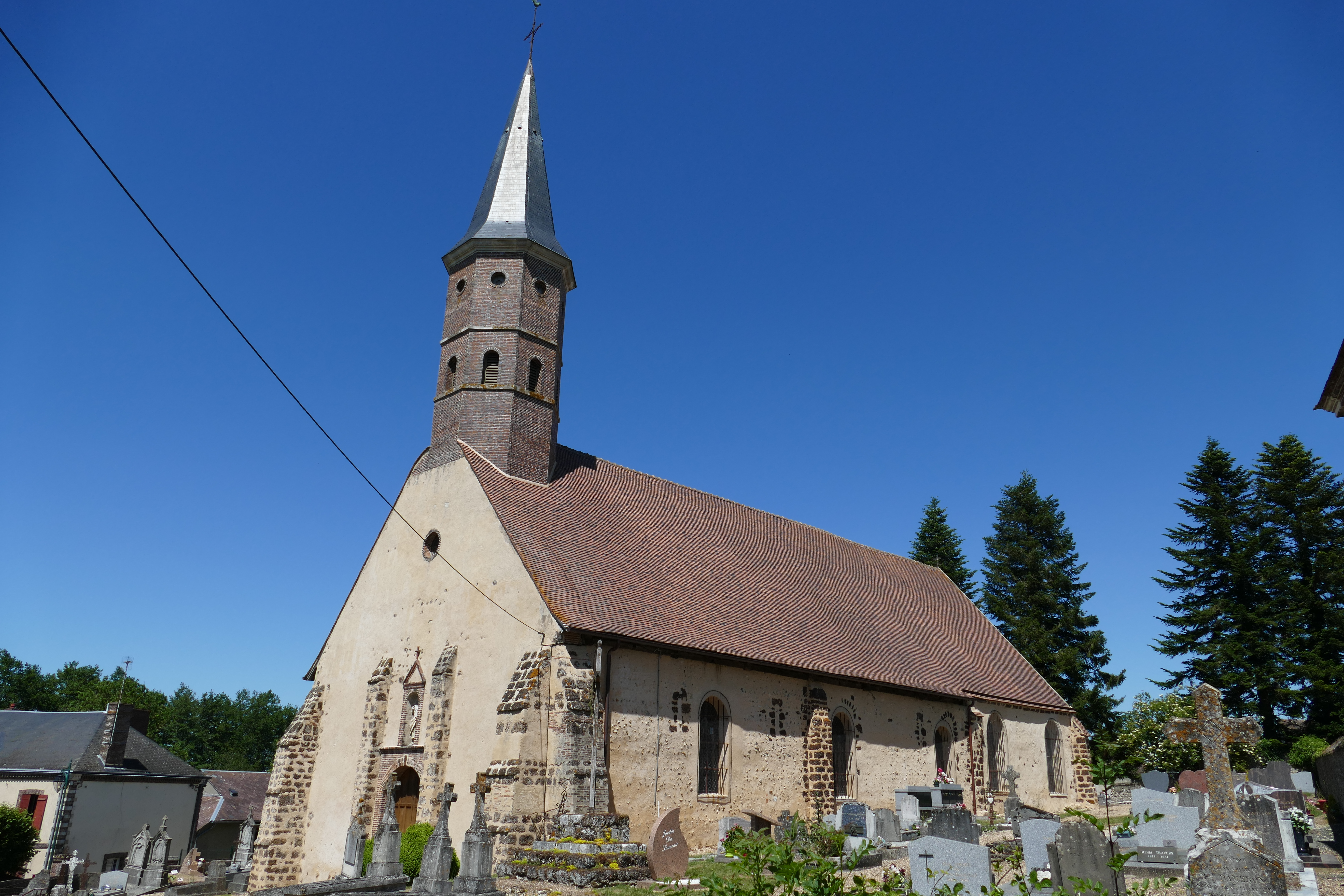
Vue générale.
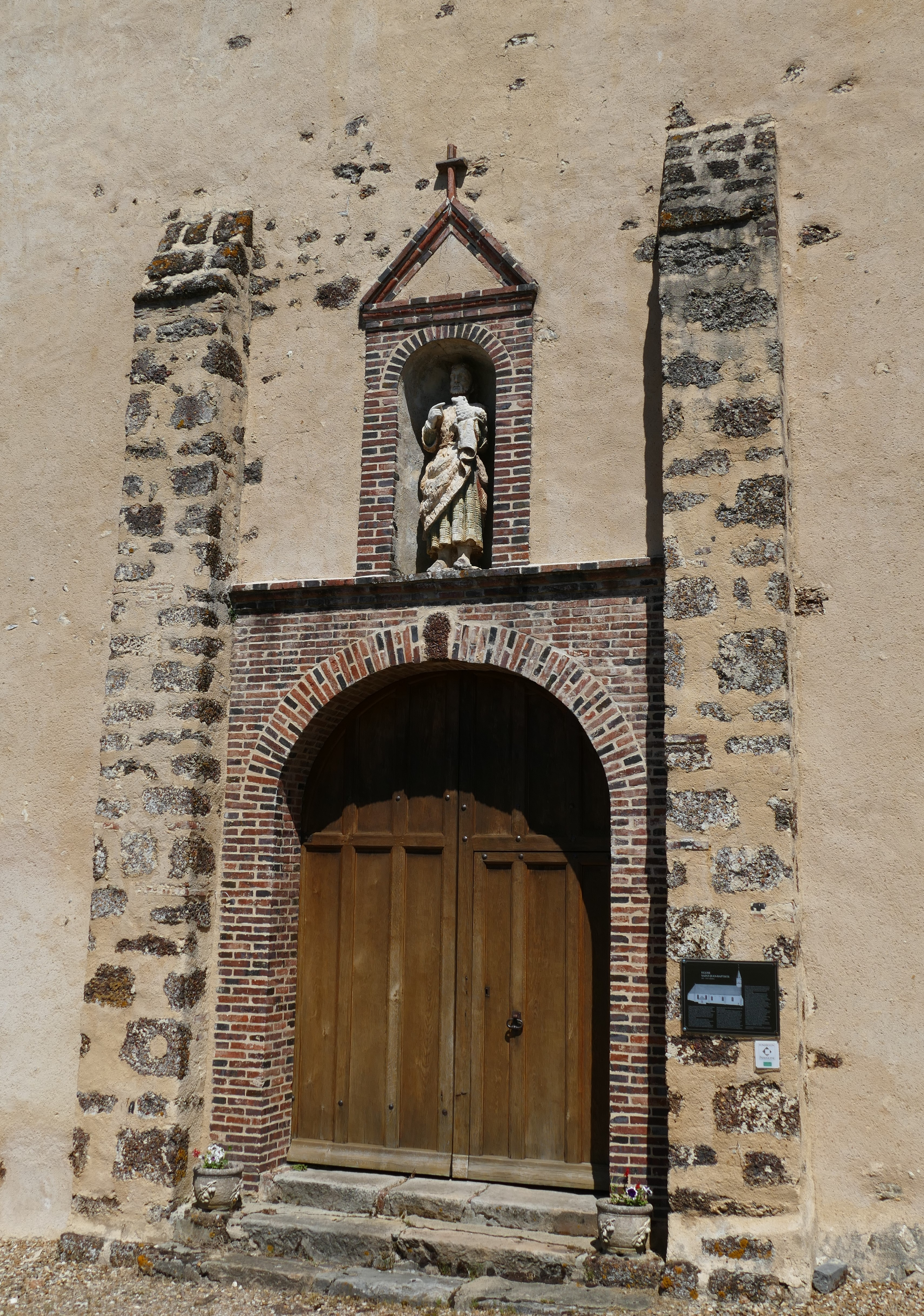
Portail ouest.
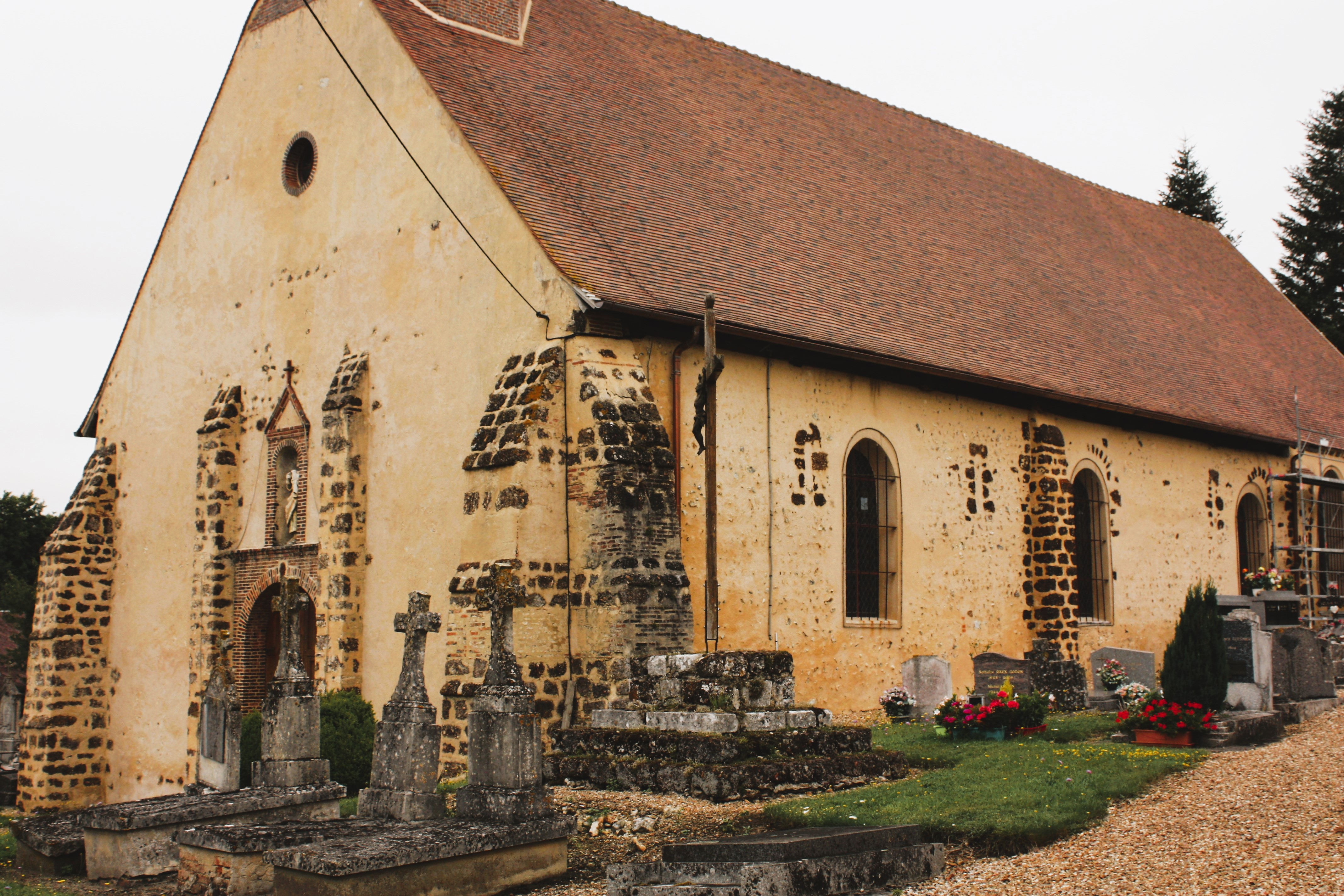
Façades ouest et sud.
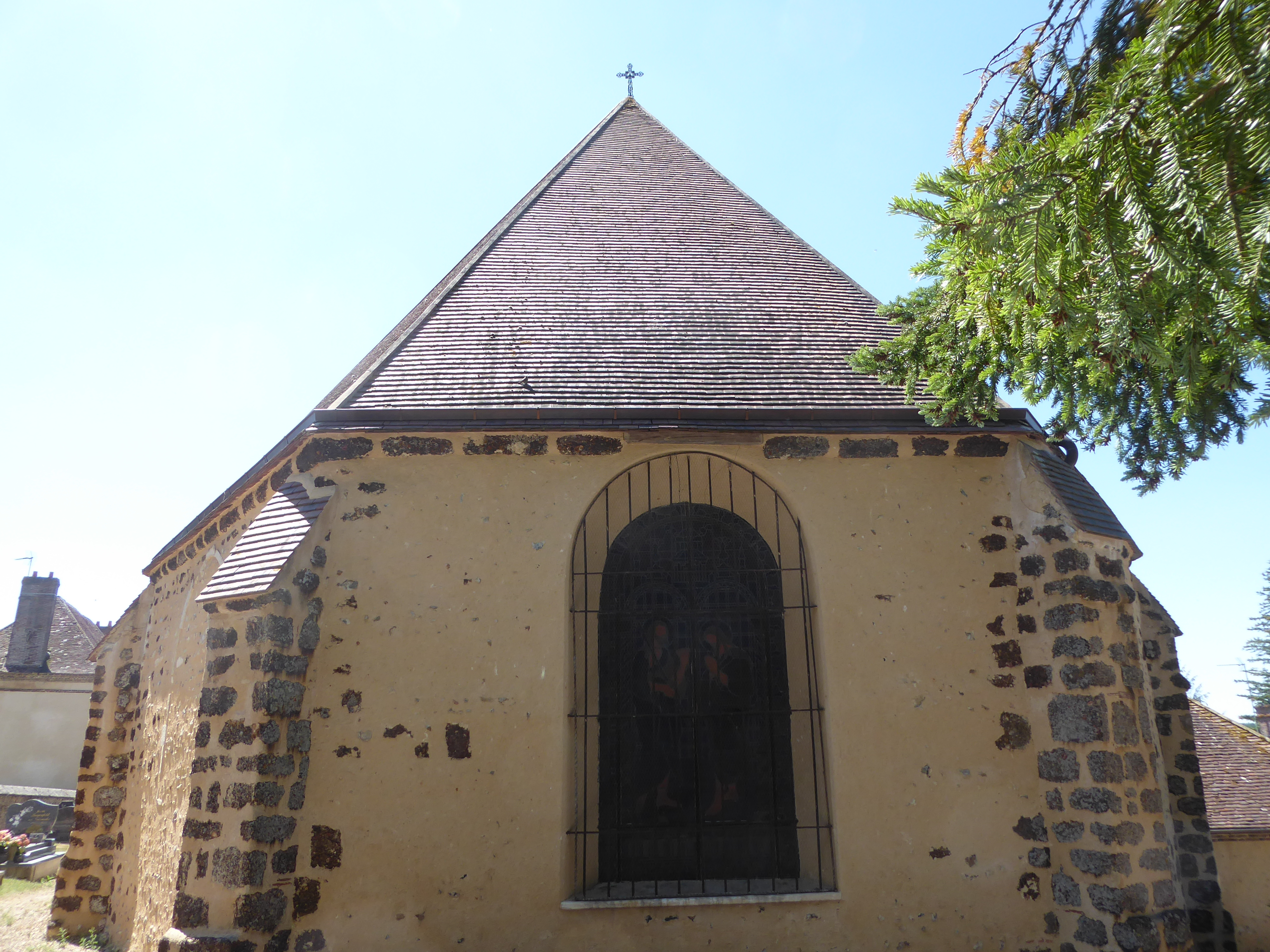
Chevet à trois pans.

#### Le château de la Fresnaye

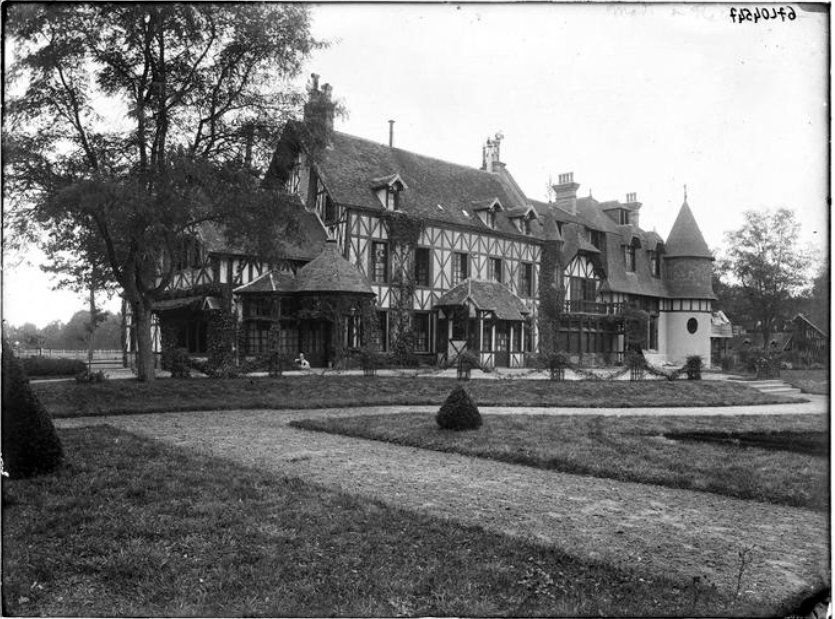
Le château de la Fresnaye, 1900-1920.

Le château de la Fresnaye est photographié par Gustave-William Lemaire entre 1900 et 1920. Il est mentionné que le château est alors la propriété de Mademoiselle de Ratisbonne.

#### Le château féodal
Il ne reste plus rien du château imposant qui se trouvait tout proche. Il fut définitivement détruit en 1793[réf. nécessaire].

#### Les étangs

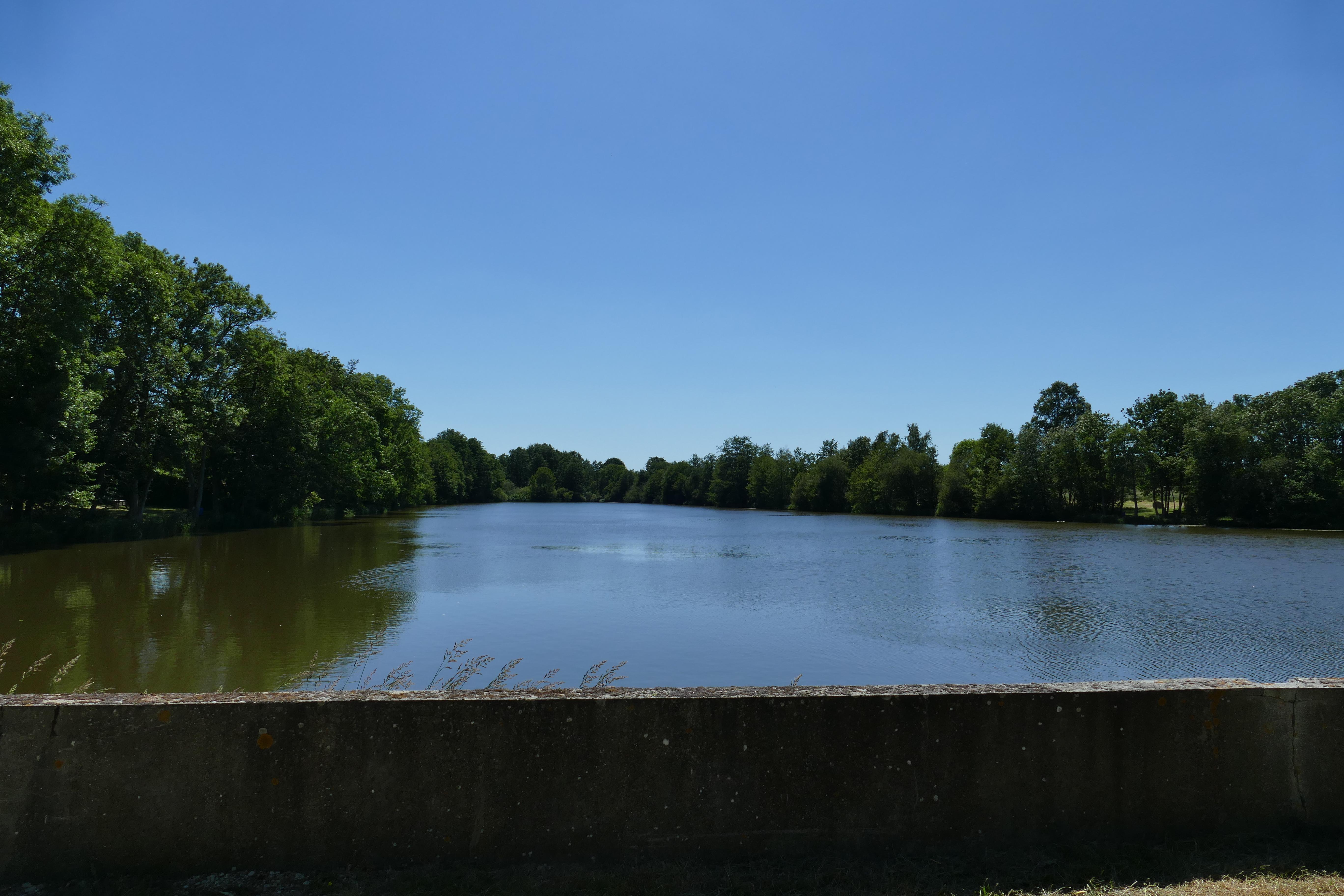
Etang de Rouge, vue depuis la route devant le Moulin de Rouge.

Trois grands étangs sont accessibles : l'étang de la Bénette, l'étang d'Haron et celui de Rouge avec ses activités de pêche et de pisciculture.

### Personnalités liées à la commune
- Roger His, maire de la commune durant 31 ans, de 1989 à 2020.